# Saničani
Saničani (szerbül: Саничани), falu Bosznia-Hercegovinában, Bosanska krajina területén, Prijedor községben, a Szerb Köztársaságban. 

## Fekvése
Bosznia-Hercegovina északnyugati részén, Banja Lukától légvonalban 38, közúton 62 km-re északnyugatra, községközpontjától légvonalban 8, közúton 10 km-re délkeletre, 145 – 185 méteres tengerszint feletti magasságban, a Saničani-tó déli partján elhelyezkedő, enyhén dombos területen fekszik. Több településrészből áll. A Saničani-tavat a Gomjenica-patak látja el vízzel. A Gomjenica Kremenovići felől fordul nyugat felé, átfolyik a tágas Prijedori-Omari medencén, amely 8 km hosszú, majd északnyugat felé folytatja folyását, egészen Prijedrig kanyarog, és ott 13 km megtétele után jobb oldali mellékfolyóként, 133 m magasságban ömlik a Szanába. Ezen a részen épült a tágas Saničani-tó, mely a Prijedortól délkeletre létrehozott mesterséges tavak legnagyobbika.

## Népessége
| Nemzetiségi csoport | Népesség 1991 | Népesség 2013 |
| ------------------- | ------------- | ------------- |
| Szerb               | 587           | 594           |
| Bosnyák             | 3             | 0             |
| Horvát              | 9             | 4             |
| Jugoszláv           | 24            | 1             |
| Egyéb               | 2             | 6             |
| Összesen            | 625           | 605           |

## Története
A település 1878-ig tartozott az Oszmán Birodalomhoz, ekkor a berlini kongresszus határozata alapján az Osztrák-Magyar Monarchia része lett. 1879-ben az első osztrák-magyar népszámlálás során a Prijedori járáshoz, és Prijedor községhez tartozó településnek 45 háztartása és 264 ortodox szerb lakosa volt. 1910-ben a községben 52 háztartást 281 ortodox szerb, 4 katolikus és 1 görög katolikus lakost találtak. A monarchia szétesésével 1918-ban előbb a Szerb-Horvát-Szlovén Királyság, majd 1929-től a Jugoszláv Királyság része. 1921-ben a községnek 51 háztartása és 297 lakosa volt.Jugoszlávia megszállása után a falu a Független Horvát Állam (NDH) része lett. 
1945-től a település a szocialista Jugoszlávia része volt. A helyiek a mezőgazdaságból éltek egészen addig, amíg néhány szakértő megépíttette a „Ribnjak” tavat, ami teljesen megváltoztatta a régió klímáját. A boszniai háború idején a település a Boszniai Szerb Köztársasághoz tartozott. A daytoni békeszerződést követő területfelosztásnál a település Prijedor község részeként a Szerb Köztársaság területéhez került.

## Kultúra
- KUD Saničani Prijedor Kulturális és Művészeti Egyesület

## Sport
- FK Sloga Saničani labdarúgóklub